# 런던 로드 스타디움
런던 로드 스타디움(영어: London Road Stadium)은 잉글랜드 케임브리지셔주 피터버러에 위치한 다목적 경기장으로, 수용 인원은 15,314명이며 축구 클럽 피터버러 유나이티드 FC의 홈 구장으로 사용되고 있다.